# Caballo Muerto
Caballo Muerto es un complejo arqueológico situado en la costa norte del Perú, en el  valle de Moche. Data del periodo formativo, con una antigüedad aproximada de 1500 a 400 a. C. Pertenece a la cultura Cupisnique. Está constituido por una docena de estructuras arquitectónicas, construidas a base de plataformas superpuestas. Una de ellas es la Huaca de los Reyes. Ha sido declarado como Patrimonio Cultural de la Nación por R.D. N° 999 del 4 de octubre del 2001.

## Ubicación geográfica
Está situado en el sector medio del valle de Moche, en el lado norte, a unos 3 km al N.E. de Laredo y a unos 20 km de la ciudad de  Trujillo. Pertenece a la jurisdicción del distrito de Laredo, provincia de Trujillo, departamento de La Libertad. Abarca 600 hectáreas en total, donde se calcula vivían dos mil personas.

## Descubrimiento y estudios
Caballo Muerto fue puesto al descubierto en 1972 por el arqueólogo Michael Moseley, entonces director del Proyecto Chan Chan - Valle de Moche, de la Universidad de Harvard. Moseley se valió de unas aerofotografías tomadas en 1930 por Shippee/Jonson, las que mostraban el monumental complejo arquitectónico y en particular la llamada Huaca de los Reyes. Trabajaron en el sitio los arqueólogos Luis Watanabe (1972) y Thomas G. Pozorski (1973-1974). Posteriormente fue investigado por el arqueólogo Jorge Ruiz Barcellos.

## Cronología
Se cree que fue ocupada de 1500 a 400 a. C., pero se discute el fechado más tardío. Pertenece al periodo Formativo Medio. De la misma época son otros complejos situados en otros valles de la costa norte peruana, como Limoncarro en el de Jequetepeque, Cerro Blanco en el de Nepeña, Pallka en el de Casma, Santa Lucía en Lambayeque y Ñañañique en Piura, entre otros. En la sierra norte se desarrollaban Huacaloma, Kuntur Wasi y Pacopampa.

## Descripción
El complejo arqueológico de Caballo Muerto es un conjunto arquitectónico edificado con piedras, adobe y barro como argamasa. Consta de una docena de edificaciones ceremoniales, de plataformas superpuestas, entre los que destacan la Huaca de los Reyes. Varios de estos edificios exhiben planta en forma de “U”. Sus paredes están decoradas con relieves que representan serpientes, felinos y otras imágenes. Aparte de la Huaca de los Reyes, destacan las siguientes construcciones:
- Huaca Herederos
- Huaca Partida
- Huaca La Virgen
- Huaca La Cruz
- Huaca San Carlos
- Huaca Guabalito
- Huaca Curaca, etc.

## La Huaca de los Reyes
La huaca más importante y estudiada del complejo de Caballo Muerto es la Huaca de los Reyes, que muestra una estructura muy compleja, básicamente con planta en “U”, con plataformas superpuestas, escaleras de acceso, con espacios ocupados por plazas y salas hipóstilas. Destacan sus decoraciones con frisos y cabezas gigantes de barro, que representan a personajes con rasgos de felino, del mismo estilo de Chavín de Huántar, pero se estima que son anteriores a este santuario.

## Economía
La economía de los pobladores de Caballo Muerto se basaba en la explotación agrícola de terrenos ganados al desierto mediante acequias. Las proteínas necesarias las obtenían de animales terrestres como los venados, aunque posteriormente consumieron llamas. 